# Atentatul de la biserica Sfântul Ilie din Damasc
Atentatul de la biserica „Sfântul Ilie” din Damasc a avut loc pe 22 iunie 2025 și s-a soldat cu 25 de morți și peste 60 de răniți. Atacatorul a detonat o bombă în cursul slujbei duminicale la care participau aproximativ 350 de credincioși.
Biserica nu se află în cartierul propriu-zis al creștinilor din Damasc, ci într-un cartier sărac învecinat, în care s-au refugiat numeroși creștini care, din motive economice, nu au reușit să părăsească țara. Lăcașul nu se numără între vechile biserici din Damasc, ci a fost construit în anii 1990. Cu două luni înaintea atentatului un grup de islamiști fundamentaliști care se adunaseră în fața bisericii și care cereau prin megafoane trecerea creștinilor la islam, a fost îndepărtat din zonă cu ajutorul musulmanilor localnici.

## Desfășurare
Atentatorul a pătruns în lăcaș la ora locală 18.40, după care a deschis focul. Câteva persoane au încercat să-l imobilizeze, moment în care a detonat vesta cu explozibil, pe care o purta.

## Reacții în Siria
Marele muftiu al țării, Osama al-Rifai⁠(en)[traduceți], a condamnat atentatul și și-a exprimat „profunda compasiune” cu familiile victimelor.

## Reacții internaționale
Patriarhul Daniel a trimis un mesaj de condoleanțe patriarhului Ioan al X-lea al Antiohiei, cu sediul la Damasc.